# Phare de Morro Nuevo
Le phare de Morro Nuevo (en espagnol : Faro Morro Nuevo) est un phare actif situé au sud de la Péninsule Valdés (Département de Biedma), dans la Province de Chubut en Argentine.
Il est géré par le Servicio de Hidrografía Naval (SHN) de la marine .

## Histoire
Le phare a été mis en service le 8 juin 1908. Sa construction a été réalisée dans le but de fournir une meilleure signalisation pour l'entrée du golfe Nuevo, en particulier la nuit. 
Initialement, il était alimenté au gaz d'acétylène, avec une portée optique de 11 milles. Le 18 octobre 1982, une source d'énergie éolienne a été installée, augmentant la portée lumineuse jusqu'à 18,8 milles. En raison de défauts de fonctionnement de l'équipement, le 28 février 1984, des panneaux solaires photovoltaïques ont été installés, générant la portée focale actuelle.

## Description
Ce phare  est une tour métallique troncopyramidal à claire-voie, avec une galerie et une lanterne de 12 m de haut. La tour est peinte en rouge et blanc. Il  émet, à une hauteur focale de 118 m, un éclat blanc par période de 5 secondes. Sa portée est de 12.7 milles nautiques (environ 24 km).
Identifiant : ARLHS : ARG-049 - Amirauté : G1058 - NGA : 110-19664.
|                                 |
| Localisation : Péninsule Valdez |

### Lien connexe
- Liste des phares d'Argentine